# Giuseppi Logan
Giuseppi Logan (Filadelfia, 22 maggio 1935 – New York, 17 aprile 2020) è stato un sassofonista statunitense.
Suonava il sax alto e tenore, il clarinetto basso, il flauto, il pianoforte e l'oboe pakistano.

## Biografia
Musicista afroamericano originario di Filadelfia, nel 1964 si stabilì a New York, e incise per l'etichetta ESP due dischi che ben presto diventarono pietre miliari del Free jazz.
Collaborò con Archie Shepp, Bill Dixon e Pharoah Sanders, poi formò un suo quartetto con il pianista Don Pullen, con Eddie Gomez al contrabbasso e il batterista Milford Graves.
La sua discografia negli anni 60 attirò grande interesse da parte della critica e degli appassionati, ma a causa della droga e di un disagio mentale Logan si allontanò dalla ribalta.
Nel 2010, dopo ben quarant'anni di inattività, pubblicò un disco grazie a un contratto con l'etichetta Tompkins Square Records. Lo stesso anno apparve nel film documentario Water in the Boat di David Gutierrez Camps, accompagnato da tutte le sue musiche più importanti.
Giuseppi Logan è morto nell'aprile del 2020, vittima di complicazioni da Covid-19.

## Discografia
- The Giuseppi Logan Quartet (ESP, 1964)
- More (ESP, 1965)
- The Giuseppi Logan Quintet (Tompkins Square, 2010)
- The Giuseppi Logan Project (Mad King Edmund, 2011)
- ... And They Were Cool (Improvising Beings, 2013)